# Grewia carrissoi
Grewia carrissoi là một loài thực vật có hoa trong họ Cẩm quỳ. Loài này được Exell & Mendonça mô tả khoa học đầu tiên năm 1939.